# Marnie Mosiman
Marnie Mosiman (Minneapolis, 6 marzo 1951) è un'attrice statunitense.

## Biografia
Ha recitata in alcuni musical, tra cui A Little Night Music (Los Angeles, 1991) e Falsettos (Los Angeles, 2003).
Ha partecipata a un episodio della seconda stagione della serie televisiva Star Trek: The Next Generation, Rumoroso come un sussurro.

## Vita privata
È sposata con John de Lancie dal 1984 e ha due figli: Owen e Keegan de Lancie.

## Filmografia parziale

### Cinema
- What Women Want - Quello che le donne vogliono, regia di Nancy Meyers (2000)

### Televisione
- Star Trek: The Next Generation - serie tv, episodio 2x05 (1989)